# Everytime You Go Away
Everytime You Go Away is een nummer, in 1980 geschreven door de Amerikaan Daryl Hall, dat in 1985 tot een hit gemaakt werd door de Britse zanger Paul Young. 

## Hall & Oates
De originele versie van Hall & Oates geldt als een voorbeeld van blue-eyed soul. Het duo nam het nummer op voor hun album Voices in 1980. Ze brachten het nooit als single uit. Ze gingen er pas mee optreden nadat Paul Young zijn coverversie had uitgebracht. Darryl Hall gaf toe dat hij zich pas toen realiseerde hoeveel hitpotentie het lied had. Op 23 mei 1985 speelden ze het live in het Apollo Theater (Manhattan) met vocale ondersteuning van Eddie Kendricks en David Ruffin, voormalige leden van The Temptations. Dit optreden is vastgelegd op het album Live at the Apollo van Hall & Oates. Tijdens de eerste Farm Aid op 22 september 1985 zong Daryl Hall het lied met Bonnie Raitt, begeleid door Billy Joel (orgel), G.E. Smith (elektrische gitaar), T-Bone Wolk (basgitaar), Mickey Curry (drums) en drie saxofonisten onder wie Charlie DeChant. Bij die gelegenheid ontbrak John Oates.
In een interview met Shane Theriot, Hall & Oates-gitarist sinds 2013, noemde G.E. Smith (zijn voorganger van 1979 tot 1985) de intro van Everytime You Go Away het mooiste wat hij bij Hall & Oates gespeeld had.

### Band op albumVoices(1980)
- Daryl Hall: leadzanger
- John Oates: achtergrondzang, 6- en 12-snarige gitaar
- G.E. Smith: elektrische gitaar
- Charlie DeChant: saxofoon
- John Siegler: basgitaar
- Jerry Marotta: drums
- Ralph Schuckett: orgel
- Mike Klvana: elektronica

## Paul Young
Het lied was in de eerste helft van 1985 een hit voor Paul Young. Zijn softrock-coverversie staat op zijn tweede album The Secret of Association. Het nummer werd als single uitgebracht op 25 februari 1985. Hij scoorde hiermee een nummer 1-hit in de Amerikaanse Billboard Hot 100. In het Verenigd Koninkrijk, Youngs thuisland, kwam het op de 4e positie. In Nederland werd de plaat veel gedraaid op Hilversum 3. De plaat werd een bescheiden hit en bereikte de 20e positie in de Nederlandse Top 40 en de 16e positie in de Nationale Hitparade. In 1986 won Paul Young met Every Time You Go Away een Brit Award voor het nummer met de beste videoclip.

### Band
- Paul Young - leadzanger en achtergrondzang
- John Turnbull - elektrische sitar en klassieke gitaar
- Pino Palladino - basgitaar
- Ian Kewley - synthesizers en piano
- Marc Chantereau - tamboerijn
- Mark Pinder - drums
- George Chandler, Jimmy Chambers, Tony Jackson - achtergrondzang

### NPO Radio 2 Top 2000
| Nummer met noteringen in de NPO Radio 2 Top 2000 | '99  | '00  | '01  |
| ------------------------------------------------ | ---- | ---- | ---- |
| Everytime You Go Away                            | 1519 | 1374 | 1784 |

1. ↑  Een vetgedrukt getal geeft de hoogste notering aan.
2. ↑  Deze tabel is bijgewerkt tot en met de laatste editie (2024).